# 雲仙岳
雲仙岳（日语：／ Unzen Dake */?）是位於日本長崎縣島原半島中央部的火山。廣義上包括了普賢岳、國見岳、妙見岳等三峰，以及野岳、九千部岳、矢岳、高岩山、絹笠山等五岳的總稱，被稱為「三峰五岳雲仙岳」。在行政區劃範圍上，橫跨了島原市、南島原市、雲仙市。狭義則指「三峰五岳」中的「三峰」，主峰為普賢岳、最高峰為平成新山。由於雲仙岳仍在活動，故國際火山學與地球內部化學協會（IAVCEI）將雲仙岳列入十年火山。

## 歷史
1792年噴發
1791年11月開始發生地震。1792年2月10日普賢岳鳴動，從山頂附近的火山口噴氣，噴出砂土。3月1日熔岩開始流出，持續約兩個月左右。5月21日夜發生火山性地震，整座眉山（當時前山）山崩滑入有明海，造成100米高的超大海嘯，大海嘯在抵達對岸後又反覆在有明海兩岸折返多次，在島原、肥後（今熊本縣）、天草地區造成約15,000人死亡，至今仍是日本歷史上死傷最慘重的火山相關災害。
1991年噴發
1990年7月開始發生地震，11月17日發生喷发。1991年6月3日下午4時8分發生火山碎屑流，包括學生、火山學者（包括莫里斯·克拉夫特夫婦與哈利·格里肯）、警察、消防人員、司機等在內的43人死亡失蹤、9人輕重傷、179棟建築物被害。最近一次的火山碎屑流發生在1995年2月11日，該年2月開始，火山地震急遽減少，從1991年起開始爆發的熔岩停止。根據統計，1991年至1995年的熔岩噴出量約2億立方公尺。

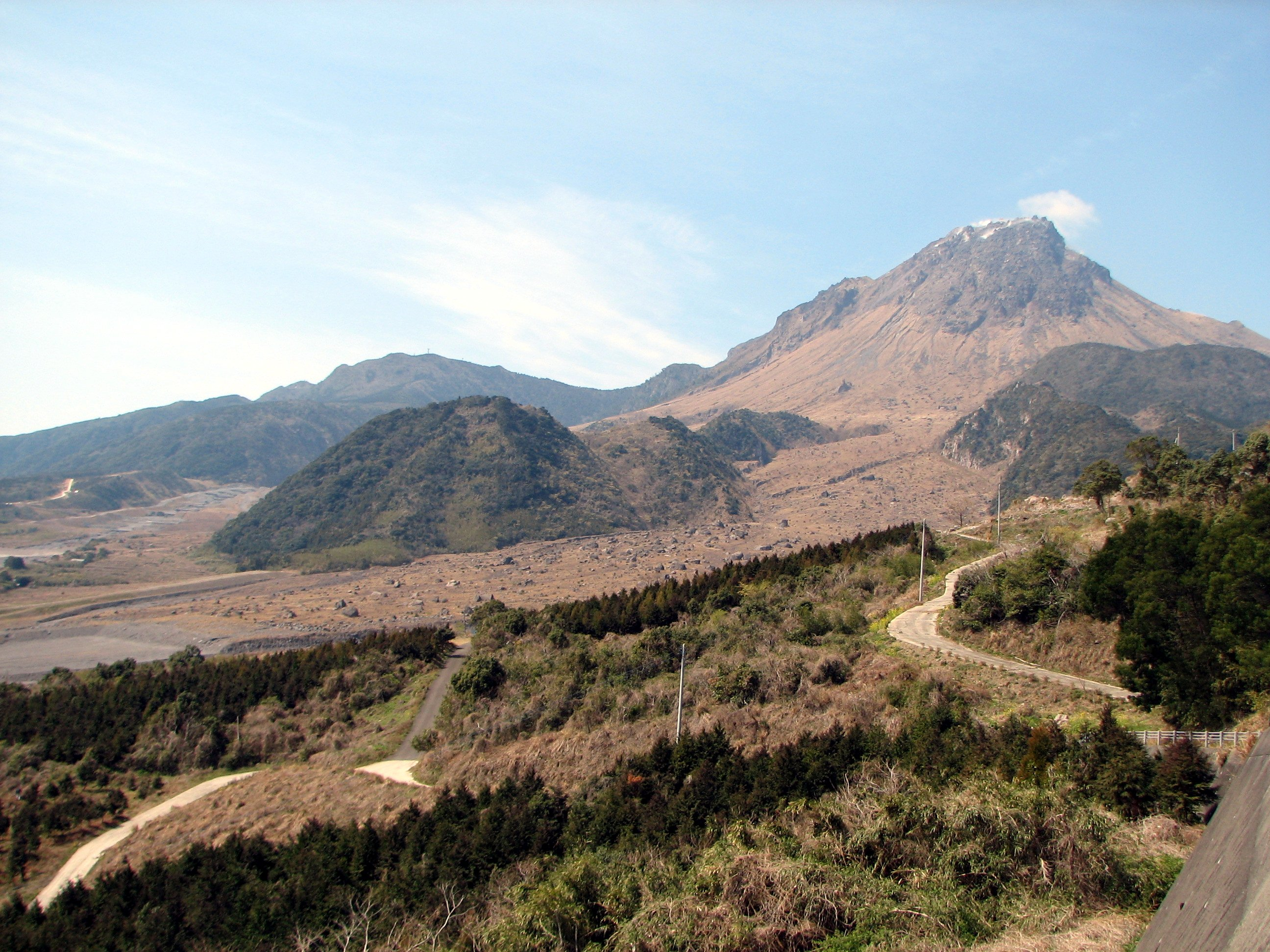
主峰普賢岳
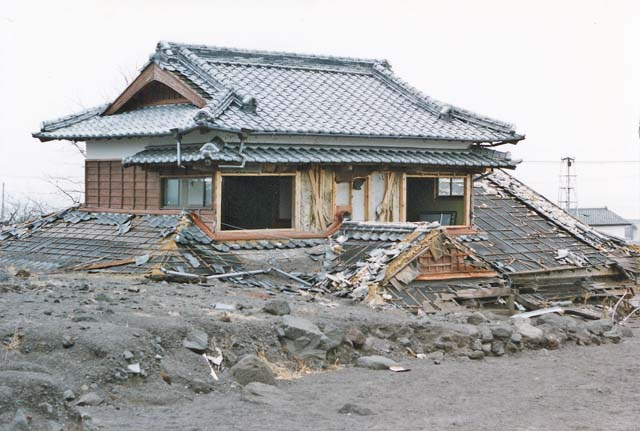
1991年6月3日噴發造成的損害

## 外部連結
- 雲仙温泉観光協会官方網站 （页面存档备份，存于）
- （日語）雲仙岳 （页面存档备份，存于） - 気象庁官方網站